# Logata
Die Logata (russisch Логата) ist ein 393 km langer rechter Nebenfluss der Oberen Taimyra im Norden der russischen Region Krasnojarsk.

## Verlauf
Die Logata hat ihren Ursprung in einem namenlosen See 10 km südlich der Mündung der Obere Taimyra in den Taimyrsee. Sie windet sich in überwiegend westlicher Richtung durch das Nordsibirische Tiefland und trifft schließlich auf die nach Osten strömende Obere Taimyra. Die Logata verläuft im Naturschutzgebiet Taimyrski Sapowednik. Größere Nebenflüsse sind Kleine Logata (Malaja Logata) und Kubalach, beide von links. Zwischen Ende September und Anfang Juni ist die Logata eisbedeckt.

## Einzugsgebiet
Die Logata entwässert ein Areal von 10.900 km². Etwa 3200 Seen befinden sich im Einzugsgebiet der Logata. Diese bedecken eine Fläche von 926 km².
Die Logata wird von der Schneeschmelze als auch von Niederschlägen gespeist.